# Les Aventures de Tonton Eusèbe

Les Aventures de Tonton Eusèbe est une série de bande dessinée humoristique dessinée et scénarisée par J. Lebert entre 1957 et 1966, d'abord dans Cœurs Vaillants puis, après 1963, dans J2 Jeunes. En tout, 320 planches de la série ont été publiées.

## L'histoire
Tonton Eusèbe, un inventeur qui fabrique des machines loufoques et délirantes entraîne son jeune neveu, Boniface, dans des aventures incroyables.

## Le style
Le style du dessin est clair et net, proche de celui d'Hergé. Les premières planches étaient en noir et blanc ou bicolores. Par la suite les planches sont dessinées en couleurs.
L'auteur fait preuve d'une grande inventivité en dessinant des environnements grandioses dans lesquels évoluent des personnages irréels et en mettant en œuvre de nombreuses machines aux mécaniques plus improbables les unes que les autres. Cet univers est enrichi par une prolifération de détails visuels proprement surréalistes qui surgissent à tous moments pour renforcer la sensation onirique.

## Les personnages
- Tonton Eusèbe, le principal personnage de la série, c'est un inventeur. Il a une barbe noire et des lunettes. il est toujours coiffé d'un béret noir et fume la pipe.
- Boniface, le neveu de Tonton Eusèbe, il est élève au collège Saint Glin-Glin.

## Publications
Plus de 300 planches ont été publiées entre 1957 et 1966, dans les magazines Cœurs vaillants et J2 Jeunes.
- 1957 : Tonton Eusèbe bricole
- 1958 : Calme et repos
- 1958 : Ça mord
- 1960 : Une royale Occasion
- 1960 : Tonton Eusèbe bricole !!

## Albums
L'album emblématique de la série est La Planète Bouboule (publié chez Fleurus).